# Mayview (Washington)
Mayview az Amerikai Egyesült Államok északnyugati részén, Washington állam Garfield megyéjében elhelyezkedő önkormányzat nélküli település.
Mayview postahivatala 1879 és 1959 között működött. A települést 1880-ban alapították.

## Fordítás
Ez a szócikk részben vagy egészben  a   Mayview, Washington című angol Wikipédia-szócikk ezen változatának fordításán alapul.  Az eredeti cikk szerkesztőit annak laptörténete sorolja fel. Ez a jelzés csupán a megfogalmazás eredetét és a szerzői jogokat jelzi, nem szolgál a cikkben szereplő információk forrásmegjelöléseként.